# Mașa
Mașa este un nume feminin de proveniență slavă, fiind diminutivul numelui Maria.

## Mașaîn alte limbi
| Limba         | Nume        |
| ------------- | ----------- |
| rusă          | Маша        |
| sârbă         | Маша/Maša   |
| engleză       | Masha       |
| luxemburgheză | Mascha      |
| germană       | Mascha      |
| albaneză      | Masha       |
| turcă         | Mașa        |
| arabă         | ﺎ‎ﺸ‎ﺎ‎ﻣ‎ (Mașa) |
| armeană       | Մաշա (Mașa) |
| georgiană     | მაშა (Mașa) |